# Carepa
Carepa è un comune della Colombia facente parte del dipartimento di Antioquia.
Il centro abitato venne fondato da Luis Benítez nel 1950, mentre l'istituzione del comune è del 15 dicembre 1983.